# SN 2009hr
SN 2009hr – supernowa typu Ia odkryta 29 lipca 2009 roku w galaktyce A004034+0332. W momencie odkrycia miała maksymalną jasność 15,90m.